# Die Zeitfalle (Die Enterprise)
Die Zeitfalle (Originaltitel: The Time Trap) ist die zwölfte Episode der ersten Staffel der Science-Fiction-Zeichentrickserie Die Enterprise. Sie wurde in englischer Sprache erstmals am 24. November 1973 bei NBC ausgestrahlt. In Deutschland war sie zum ersten Mal unter dem Titel Klingons Hinterlist am 23. März 1976 in einer stark geschnittenen und inhaltlich veränderten synchronisierten Fassung im ZDF zu sehen. Eine ungekürzte, originalgetreue Synchronfassung erschien erstmals 1994 auf VHS. Die erste Fernsehausstrahlung dieser Fassung erfolgte am 23. September 2016 auf Tele 5.

## Handlung
Im Jahr 2269 bei Sternzeit 5267.2 untersucht die Enterprise das Delta-Dreieck, eine Region des Weltraums, in der zahlreiche Raumschiffe auf unerklärliche Weise verschwunden sind. Plötzlich taucht ein klingonisches Kriegsschiff auf und beschießt die Enterprise. Als diese zurückfeuert, ist das klingonische Schiff auf einmal verschwunden. Scans ergeben, dass es weder zerstört wurde noch sich getarnt hat. Offenbar ist es demselben Phänomen zum Opfer gefallen wie die anderen Schiffe.
Zwei weitere klingonische Schiffe nähern sich und deren Kommandant Kuri beschuldigt Captain Kirk, ihr Schwesterschiff zerstört zu haben. Sie greifen ebenfalls an und der Enterprise bleibt nur die Flucht. Kirk lässt Kurs auf die letzte bekannte Position des verschwundenen Schiffs setzen. Dort angekommen wird die Besatzung von Schwindelgefühlen und Orientierungslosigkeit überwältigt. Kurz darauf finden sie sich in einer riesigen Ansammlung von Raumschiffen wieder. Einige davon scheinen sich seit Jahrhunderten hier zu befinden, doch die Besatzungen könnten noch leben, denn der erste Offizier Spock registriert Lebenszeichen.
Als das klingonische Schiff wieder auftaucht und auf die Enterprise feuern will, macht sich diese zur Verteidigung bereit, doch auf beiden Schiffen werden auf einmal die Waffensysteme wirkungslos und beide Kommandanten werden fort gebeamt. Kirk und der klingonische Captain Kor finden sich in einer Ratshalle wieder. Die Orionerin Devna erklärt ihnen, sie befinden sich hier in einer Art „Tasche im Gewand der Zeit“. Seit über 1.000 Jahren hat es Schiffe von 123 verschiedenen Spezies hierher verschlagen, die eine friedliche Gemeinschaft namens Elysia gebildet haben. Gewaltanwendung ist hier streng verboten. Dies wird auch von der Enterprise und dem Klingonenschiff Klothos erwartet. Bei Zuwiderhandlungen soll das betreffende Schiff für 100 Jahre stillgelegt werden.
Die Ratsmitglieder halten eine Flucht aus dieser Welt für unmöglich, denn alle bisherigen Versuche seien fehlgeschlagen. Zurück auf der Enterprise lässt Kirk seine Mannschaft dennoch nach einer Fluchtmöglichkeit suchen. Chefingenieur Scott stellt fest, dass sich in dieser Welt die Dilithiumkristalle des Warpantriebs stetig verschlechtern und in vier Tagen unbrauchbar sein werden. Nachdem ein Ausbruchsversuch der Klingonen scheitert, kommt Spock die Idee, die Systeme der Enterprise und der Klothos zu verbinden. Beide Schiffe zusammen könnten stark genug sein, um aus der Tasche zu entkommen. Nach einer Beratung erklärt sich Kor mit diesem Plan einverstanden. Insgeheim plant er jedoch, die Enterprise zu zerstören. Spock, der als Halb-Vulkanier telepathische Fähigkeiten besitzt, findet durch Körperkontakt mit Kor heraus, dass der ein doppeltes Spiel treibt, erfährt aber nichts über die Einzelheiten.
Nachdem die Arbeiten zum Verbinden der Schiffssysteme abgeschlossen sind, feiern die beiden Schiffsbesatzungen und die Ratsmitglieder von Elysia ein gemeinsames Fest. Als Schiffsarzt McCoy die Klingonin Kali zum Tanz auffordert, geht deren Mann Kaz auf ihn los. Kali nutzt die Aufregung, um unbemerkt eine kleine Bombe zu platzieren, die die Enterprise zerstören soll, sobald die zum Ausbruch benötigte Geschwindigkeit erreicht ist.
Da Kaz das Gewaltverbot missachtet hat, soll nun die angedrohte Strafe über die Klothos verhängt werden, doch Kirk bittet um Verschonung, da die Strafe auch die Enterprise treffen würde, deren Besatzung aber keine Schuld trifft. Der Rat ist einverstanden und die beiden Schiffe starten ihren Fluchtversuch. Während sie beschleunigen, nimmt das hellsichtige Ratsmitglied Magen die Position der Bombe war. Über Funk wird die Enterprise gewarnt. Die Bombe wird gefunden und im All entsorgt, wo sie schließlich explodiert. Beide Schiffe entkommen unbeschadet in den Normalraum.

## Verbindungen zu anderen Star-Trek-Produktionen
Die Zeitfalle war die für lange Zeit letzte Folge im Star-Trek-Franchise, welche die Klingonen in ihrem ursprünglichen Design zeigt. Beginnend mit ihrem nächsten Auftritt in Star Trek: Der Film von 1979 wurde ihnen in allen weiteren Produktionen ein stark verändertes Aussehen verpasst. Für diesen radikalen Wechsel im Erscheinungsbild wurde innerhalb des Kanons erst in Folge 4.16 (Die Abweichung) von Star Trek: Enterprise aus dem Jahr 2005 eine Erklärung geliefert.
Kors Schiff, die Klothos, wird von ihm später auch in Folge 7.07 (Der Dahar-Meister) von Star Trek: Deep Space Nine aus dem Jahr 1998 erwähnt.
In dieser Folge wird die USS Bonaventure als erstes Raumschiff der Sternenflotte bzw. der Erde bezeichnet, das einen Warpantrieb besaß. Im Film Star Trek: Der erste Kontakt von 1996 wird hingegen die Phoenix als erstes irdisches Weltraumfahrzeug mit Warpantrieb etabliert. Dies muss aber nicht zwingend einen Widerspruch darstellen, da es sich bei der Phoenix um eine umgebaute Rakete handelt, die nur für relativ kurze Flüge gedacht ist. Die Bonaventure wird aber in Die Zeitfalle als ship bezeichnet und das englische Wort starship bezieht sich vorwiegend auf fiktionale oder hypothetische Raumfahrzeuge, die für längere interstellare Reisen gedacht sind.

## Produktion

### Drehbuch
Joyce Perrys wesentliche Inspirationsquelle für Die Zeitfalle waren die Geschichten um das vermeintlich mysteriöse Verschwinden zahlreicher Schiffe und Flugzeuge in der Sargassosee bzw. dem Bermudadreieck.

### Sprecher und Figuren
Kor hatte bereits einen Auftritt in der Folge Kampf um Organia der Vorgängerserie Raumschiff Enterprise und wurde dort von John Colicos gespielt. Hier jedoch wurde die Figur von James Doohan gesprochen.
Die Nebenfigur Lieutenant Arex tritt in dieser Folge zwar auf, hat aber keinen Text.
Gemeinsam mit Das Lorelei-Signal ist Die Zeitfalle die Folge der Serie mit der höchsten Anzahl an Sprechrollen von Nichelle Nichols.

## Adaptionen
Alan Dean Foster schrieb eine Textfassung von Die Zeitfalle, die auf Englisch erstmals 1975 in der Geschichtensammlung Star Trek Log 4 erschien. Die deutsche Übersetzung erschien 1993.

## Rezeption
Chris Cummins führte Die Zeitfalle 2012 auf toplessrobot.com in einer Liste der acht besten Folgen von Die Enterprise auf Platz 6.
Wes Huntington führte Die Zeitfalle 2016 auf msureporter.com in einer Liste der zehn besten Folgen von Die Enterprise auf Platz 5.
Ryan Britt führte Die Zeitfalle 2020 auf syfy.com in einer Liste der fünf besten Folgen von Die Enterprise auf Platz 4.
Jack Kiely führte Die Zeitfalle 2023 auf whatculture.com in einer Liste der zehn wichtigsten Folgen von Die Enterprise auf Platz 6.